# Rafał Brzozowski
Rafał Brzozowski (művésznevén: Rafał), (Varsó, 1981. június 8. – ) lengyel énekes, műsorvezető és volt birkózó. Ő képviselte Lengyelországot a 2021-es Eurovíziós Dalfesztiválon, Rotterdamban, a The Ride című dallal. A második elődöntő tizennegyedik helyén zárta a versenyt, így nem jutott tovább a döntőbe.

## Magánélete
Brzozowski 1981. június 8-án született Varsóban és a Mazóviai vajdaság Nowy Dwór Mazowiecki városában nőtt fel. Szülei sportemberek. Két testvére van, a két évvel fiatalabb Paweł, és a 17 évvel fiatalabb Adam. Kamaszként egy klubban és esküvőkön zenélt.

## Birkózó karrierje
A zene mellett birkózás edzésekre járt. A varsói Testnevelési Akadémián végzett, testnevelő tanár szakon tanult. 2006-ban bronzérmet nyert a lengyel birkózó bajnokságon. Gerincsérülés miatt sportpályafutását abba kényszerült hagyni.

## Zenei karrierje
2008-ban a De Mono lengyel együttes énekesévé választották. 2011 őszén részt vett a The Voice lengyel változatában, ahol Andrzej Piaseczny lett a mestere. Rafał végül közvetlenül a döntő előtt esett ki a műsorból. Miután részt vett a műsorban, kiadta első szóló kislemezét Nie mam nic címmel.
2014-ben részt vett a Dancing with the Stars című táncos műsor lengyel változatának első évadában. Ezt követően részt vett a Live It című dal komponálásában, amely a 2015-ös férfi kézilabda-világbajnokság himnusza lett.

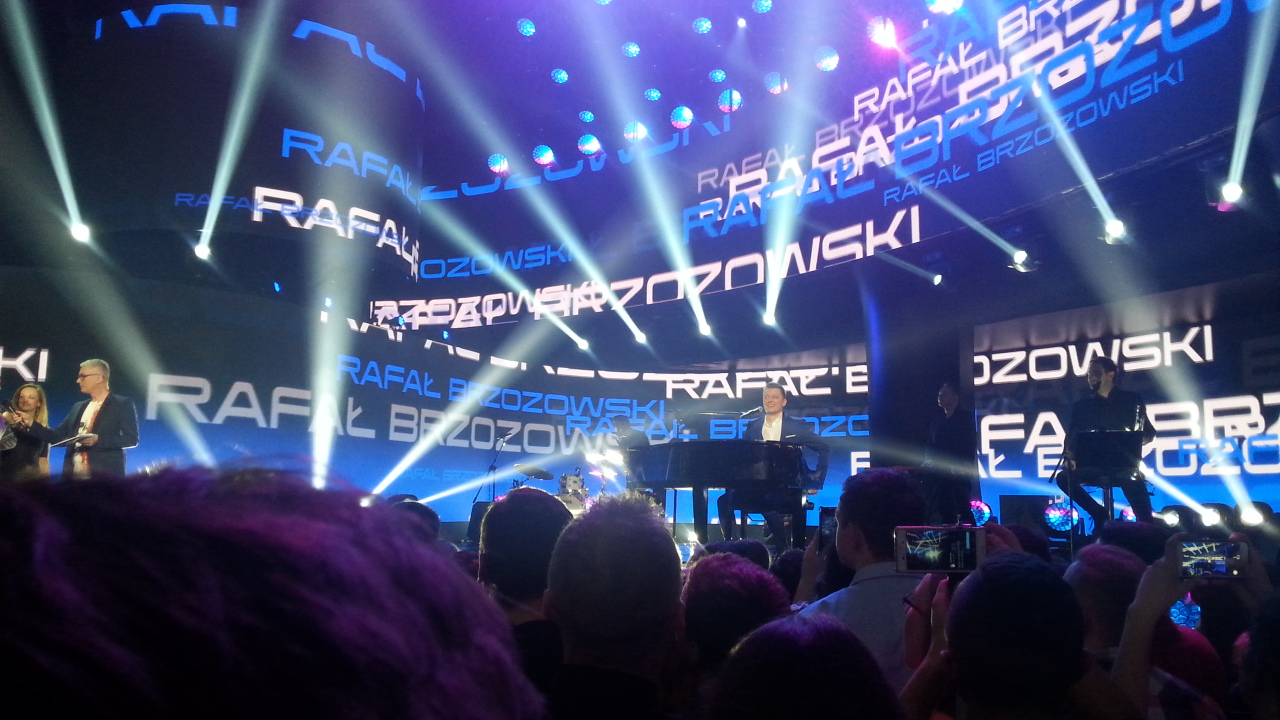
Rafał a 2017-es lengyel eurovíziós döntőben.

2017-ben a TVP 2 csatorna Szerencsekerék című műsorának lett a házigazdája. Ugyanebben az évben a Sky Over Europe című dallal bejutott a Krajowe Eliminacje lengyel eurovíziós nemzeti dalválasztó show-műsor döntőjébe. A február 18-i döntőben 16 pontot szerzett (nyolcat a szakmai zsűritől és nyolcat a nézőktől) amellyel a második helyet szerezte meg a mezőnyben. Szeptemberben ő vezette az ország junior eurovíziós nemzeti döntőjét.
2019-ben tagja volt az Eurovíziós Dalfesztivál lengyel szakmai zsűrijének, majd a következő évben társműsorvezetője volt Ida Nowakowska-Herndonnal és Małgorzata Tomaszewskával a 2020-as Junior Eurovíziós Dalfesztiválnak, melyet Varsóban rendeztek meg.
2020. március 12-én a lengyel köztévé bejelentette, hogy az énekes képviseli Lengyelországot az Eurovíziós Dalfesztiválon a The Ride című dalával. A második elődöntő tizennegyedik helyén végzett 35 ponttal, így nem jutott tovább a döntőbe.

## Diszkográfia

### Albumok
- Tak blisko (2012)
- Mój czas (2014)
- Na święta (2014)
- Borysewicz & Brzozowski (2015, Jan Borysewicz)
- Moje serce to jest muzyk, czyli polskie standardy (2016)

### Kislemezek
- Tak blisko (2012)
- Gdy śliczna Panna (2012)
- Za mały świat (2013)
- Nie mam nic (2013)
- Za chwilę przyjdą święta (2013)
- Magiczne słowa (2014)
- Świat jest nasz (2014)
- Linia czasu (2014)
- Kto (2015)
- Jeden tydzień (2015)
- Zaczekaj - tyle kłamstw co prawd (2016)
- Sky Over Europe (2017)
- Już wiem (2017)
- Gentleman (2020)
- The Ride (2021)

### Közreműködések
- Katrina (2012, Liber)
- Słowa na otarcie łez (2015, Jan Borysewicz)